# Codonoboea elata
Codonoboea elata là một loài thực vật có hoa trong họ Tai voi (Gesneriaceae). Loài này sinh sống tại Malaysia bán đảo, trong khu vực rừng núi thấp nhiều bóng râm, thường trên các sườn đất phía trên suối, ở cao độ 700–1000 m, được Henry Nicholas Ridley mô tả khoa học đầu tiên năm 1896 dưới danh pháp Chirita elata.. Năm 2011, A. R. Rafidah chuyển nó sang chi Codonoboea.